# Afrikas drottning
Afrikas drottning (originaltitel The African Queen) är en brittisk-amerikansk film från 1951 i regi av John Huston, med Katharine Hepburn och Humphrey Bogart i huvudrollerna. Filmen hade premiär i Los Angeles den 26 december 1951 och i övriga USA den 21 mars 1952. Den svenska premiären var den 22 september 1952. Filmen är baserad på romanen med samma namn av C.S. Forester. Filmen nominerades till fyra Oscars, varav en vinst för bästa manliga huvudroll.

## Handling
Ett engelskt syskonpar bor i Belgiska Kongo där de verkar som missionärer vid första världskrigets utbrott. Till den by där de driver en kyrka för befolkningen kommer en dag soldater, tillhörande den tyska armén och bränner ner bybornas hus men skonar missionärsparet och deras bungalow. Brodern blir alltmer förvirrad och dör, och systern Rose (Hepburn) lämnar byn med ångbåtsföraren Charlie (Bogart) som kör post på floden med sin gamla ångbåt, The African Queen. De tar sig ner för floden medan Rose utvecklar och övertalar Charlie att de ska försöka torpedera det tyska ångfartyget Louisa. För att kunna göra detta måste de först ta sig förbi det tyska fortet Shona och ta sig genom farliga forsar längs floderna.

## Om filmen
Filmen nominerades till fyra Oscar: bästa manliga huvudroll (Humphrey Bogart), bästa kvinnliga huvudroll (Katharine Hepburn), bästa regi (John Huston) och bästa manus (James Agee och John Huston). Den vann enbart priset för bästa manliga huvudroll. Rollen som Charlie Allnut var den enda som gav Humphrey Bogart en Oscar under hela hans karriär.
Bette Davis och John Mills var försthandsvalet till att spela huvudrollerna.
Katharine Hepburn skrev senare också en bok om inspelningen av filmen.

## Rollista
- Humphrey Bogart - Charlie Allnut
- Katharine Hepburn - Rose Sayer
- Robert Morley - Fader Samuel Sayer
- Peter Bull - Kapten på Louisa
- Theodore Bikel - Förste styrman
- Walter Gotell - Andre styrman
- Peter Swanwick - officer på Fort Shona
- Richard Marner - andreofficer på Fort Shona

## Övriga medverkande (i urval)
- Fotograf: Jack Cardiff
- Klippning: Ralph Kemplen
- Scenografi: Wilfred Shingleton
- Scenografiassistent: John Hoesli
- Kostym: Connie De Pinna, Doris Langley Moore
- Regiassistent: Guy Hamilton
- Specialeffekter: Cliff Richardson